# 鹽濱 (江東區)
鹽濱（日语：／ Shiohama */?）是東京都江東區的町名。郵遞區號為135-0043。

## 地理
位於深川地域內，分一丁目與二丁目，一丁目大約為舊深川濱園町，二丁目大約為舊深川鹽崎町與東平井町。位於東京灣埋立一、二號地，北至汐濱運河，南至汐見運河，西至豐洲運河。江東區木場、東陽町與古石場、越中島以南，枝川、潮見（舊八號埋立地）以北。西鄰豐洲，東接新砂。
一丁目以倉庫圍者，近年集合住宅逐漸增加。二丁目有鹽崎保育所、重度知的障害者設施鹽濱福祉園、江東區特別養護老人之家鹽濱之家、鈴木醫院（救急指定）、特別養護老人之家蘭花園、江東區立蘭花園在宅介護支援中心等設施福祉與醫療相關設施，此外還有中央自動車學校、集合住宅等住宅與小型工廠。三洋證券在證券泡沫時期的建築是當時世界最大規模的交易中心（現在是TIS營運的數據中心）。一丁目與二丁目之間有三目通貫穿，上方是首都高速9號深川線。
地下有JR京葉線通過，出土段在鹽濱二丁目第二公園南方。鹽濱二丁目有JR總武本線貨物支線（越中島支線）越中島貨物站。貨物支線終點在鹽濱二丁目7番附近。同站往西邊的晴海方向貨物線在1989年（平成元年）廢線，現在保留部分廢棄鐵道，舊貨物用地以改建為大規模公寓、醫院與特別養護老人之家、停車場等。
鹽濱二丁目內有東京地下鐵深川車輛基地。車輛基地相鄰JR巴士關東東京支店。町內沒有客運鐵路車站。

## 歷史
鹽濱在住居表示實施前相當於鹽崎町與濱園町町域。戰前為深川區濱園町（1946年22區制施行時為江東區深川濱園町）與同區鹽崎町（22區制施行時為江東區深川鹽崎町），濱園町在西，鹽崎町在東。

### 地名由來
1968年（昭和43年）4月1日實施住居表示，町名取自深川鹽崎町的「鹽」與深川濱園町的「濱」。
1914年東京市東京港修築工程的埋立地一部分（現在的木場一部分）稱為「鹽濱町」，1931年區劃整理時廢除。
上述的地名為合成地名，與製鹽業的興盛無關。

## 交通
最近的車站是JR京葉線越中島站與潮見站，東京地下鐵東西線木場站，東京地下鐵有樂町線豐洲站。

### 巴士
都營巴士運行。
- 行經越中島通的路線
  - 海01系統：門前仲町方向／行經豐洲站、有明網球森林公園、台場站，東京電訊港站方向
  - 門19系統：門前仲町方向／行經豐洲站、辰巳站、癌研有明醫院，國際展示場站方向
- 行經三目通的路線
  - 業10系統：行經豐洲站、勝鬨橋南詰、銀座四丁目，新橋方向／行經木場站，東京晴空塔站方向
  - 錦13系統：行經豐洲站，晴海埠頭方向／行經辰巳站，深川車庫方向／行經東陽三丁目，錦糸町站方向
  - 社區巴士「潮風」：木場站、潮見站方向

道路
- 東京都道319號環狀三號線（三目通）
- 越中島通

首都高速道路、出入口
- 首都高速9號深川線鹽濱入口

## 設施
公園
- 鹽濱公園
- 鹽濱一公園
- 第二公園
- 濱園公園

教育
- 江東區立深川第八中學校

## 備註
1. ↑  江東区の世帯と人口（住民基本台帳による） 区民部区民課 平成25年8月1日現在[]
2. ↑  出土段在新砂町內。
3. ↑  江東區の地名由来-江東區地域振興部文化観光課文化財係 （页面存档备份，存于），2012年5月30日閲覧。
4. ↑  『東京の地名由来辞典』竹内誠編（東京堂出版）176頁

## 外部連結
- 江東區官方網站（页面存档备份，存于）